# Sven Rydell
Sven Åke Algot Rydell, född 14 januari 1905 i Göteborg, död 4 april 1975 i Göteborg, var en svensk fotbollsspelare och tidningsredaktör. Rydell, ansedd som en av svensk fotbolls allra största stjärnor under 1920- och tidigt 1930-tal, är svenska landslagets näst bäste målskytt genom tiderna (2023) med 49 mål på 43 matcher.
Rydell är som medlem nr 10 invald i Svensk fotbolls Hall of Fame.

## Biografi

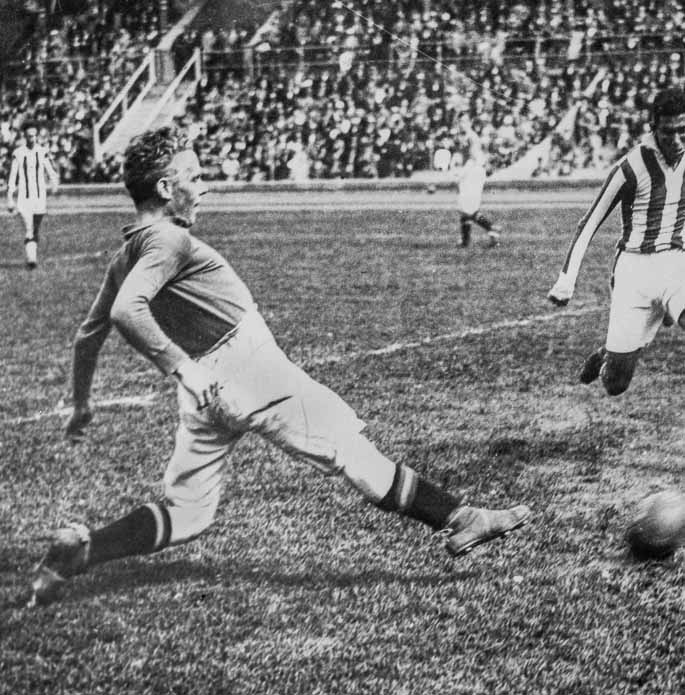
Rydell i aktion på planen 1924

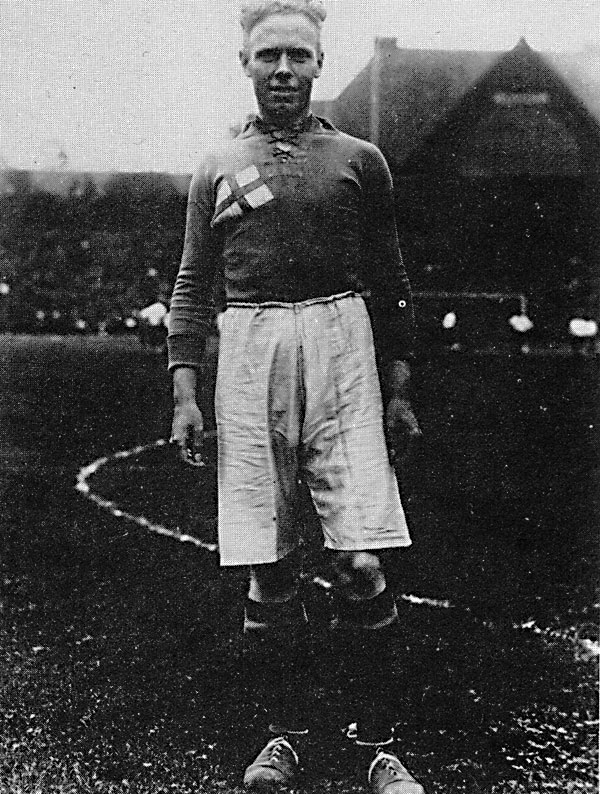
Rydell år 1930

Sven Rydell var son till skomakarmästaren Julius Augustsson Rydell. Han avlade realskoleexamen 1922 i Göteborg och studerade 1923 vid handelsinstitutet i Göteborg, Han var anställd vid en advokatfirma i Göteborg 1923–1926 och därefter vid Göteborgs Handels- och Sjöfartstidning 1926–1931. Från 1931 var han sportredaktör vid Göteborgs-Tidningen, där han skrev under signaturen Dribbler. Här arbetade han sedan fram till pensionen.

### En trollgubbe
Sven "Trollgubben" Rydell var Sveriges första stora fotbollsstjärna och den förste svenske fotbollsspelare som på allvar även vann internationell ryktbarhet. Han var den stora profilen inom svensk fotboll under 1920- och 1930-talet och gjorde sig känd för sitt snabba spel och kreativa dribblingar men framför allt för sin förmåga att göra mål. Rydells för tiden stora popularitet bidrog stort till fotbollens folkliga genombrott i Sverige. I maj 1926 hyllades han stort i tidningarna och beskrevs som en "bollkonstnär" då ÖIS, efter tre framspelningar och ett mål av Rydell, överraskande besegrat de engelska gästerna Aston Villa på Slottskogsvallen med 5-2.
Han kom att spela nästan hela sin karriär i Örgryte IS där han än i dag ses som en av klubbens främsta genom tiderna. I landslaget var han den stora stjärnan och gjorde sex mål på fem matcher när Sverige vann OS-brons i Paris 1924. 1931 tilldelades Rydell Svenska Dagbladets guldmedalj efter att på Stockholms stadion ha gjort två mål i en bejublad 3-1-seger över Danmark. Matchen blev även inspiration till den svenska komedin Hans livs match från 1932. Hans spelarkarriär kom dock att bli kort, redan vid 29 års ålder tvingades han lägga skorna på hyllan på grund av en skada. När han avslutade karriären hade han gjort 49 mål i landslaget, vilket stod som rekord till dess att Zlatan Ibrahimović gjorde sitt femtionde mål i september 2014.
Rydell hann med 43 landskamper, ett för hans samtid stort antal för en enskild fotbollsspelare, speciellt då hans karriär också blev så kort. Rydell spelade under en tid också handboll där han blev svensk mästare för föreningen Redbergslids IK (RIK). Detta ledde till att han under en kortare tid även spelade fotboll för RIK.

### Hall of Fame
Rydell valdes år 2003 i den första selektionen som medlem nr 10 in i Svensk fotbolls Hall of Fame. Detta med presentationstexten: 
"Tekniskt sett en av de största. Efter karriären blev han sportjournalist med den passande signaturen ’Dribbler’. För sin insats mot Danmark 1931 tilldelades han, som första fotbollsspelare Bragdguldet"

### Utanför planen
Han var från 1935 gift med Inez Andersson (1912–1999) och är begravd på Östra kyrkogården i Göteborg.
Dottern Ewa Rydell-Orrensjö blev framgångsrik inom artistisk gymnastik och deltog i OS 1960 och 1964 och erövrade 1963 EM-guld i bom. Barnbarnet Sara Orrensjö blev 2004 nordisk mästare i extremskidsport.

## Meriter

### I klubblag
Örgryte IS
- Vinnare av Svenska serien (1): 1924
- Allsvensk seriesegrare (ej SM-status) (2): 1925/26, 1927/28

### I landslag
Sverige
- 43 A-landskamper
- OS-brons 1924

### Individuellt
- Mottagare av Stora grabbars märke, 1926
- Svenska Dagbladets guldmedalj 1931
- Invald i Svensk fotbolls Hall of Fame

Totalt gjorde Rydell 156 mål i Allsvenskan.

### Webbkällor
- Sveriges alla landskamper med laguppställningar
- Profil på sports-reference.com
- Lista på landskamper, svenskfotboll.se, läst 2013 01 29